# Премія «Локус» за найкращий фентезійний роман (XXI століття)
Премія «Локус» за найкращий фентезійний роман (англ. Locus Award for Best Fantasy Novel) — літературна премія, яку з 1978 року присуджує журнал «Локус» за роботи, опубліковані в попередньому календарному році. Переможця обирають за підсумками голосування читачів журналу. Нагороду вручають на щорічному зборі у Музеї наукової фантастики та залі слави (англ. Science Fiction Museum and Hall of Fame) у Сіетлі, США, під час якого переможці отримують сертифікати.
Хоча премію почали щорічно вручати з 1980 року, у 1978 році також була присуджена нагорода цієї номінації, яку отримав роман «Сильмариліон» Дж. Р. Р. Толкіна. До цього присуджували премію за найкращий фантастичний роман, яка у 1980 році була розділена на премію за найкращий науково-фантастичний роман та премію за найкращий фентезійний роман.

## Лауреати та номінанти премії
| Переможці виділені окремим кольором. |

### 2000-ні
| Рік  | Фотографія лауреата                                         | Лауреати та номінанти                         | Назва роману                                 | Назва роману мовою оригіналу               | Переклад українською                                           | Видавництво                                           |
| ---- | ----------------------------------------------------------- | --------------------------------------------- | -------------------------------------------- | ------------------------------------------ | -------------------------------------------------------------- | ----------------------------------------------------- |
| 2000 |                                                             | Джоан Роулінг                                 | «Гаррі Поттер і в'язень Азкабану»            | «Harry Potter and the Prisoner of Azkaban» | «Гаррі Поттер і в'язень Азкабану»                              | Bloomsbury; Scholastic; А-ба-ба-га-ла-ма-га           |
| 2000 | Террі Пратчетт                                              | «П'ятий слон»                                 | «The Fifth Elephant»                         | —                                          | Doubleday UK; HarperPrism 2000                                 |                                                       |
| 2000 | Керолайн Черрі                                              | «Фортеця сов»                                 | «Fortress of Owls»                           | —                                          | HarperPrism                                                    |                                                       |
| 2000 | Лайза Голдштайн                                             | «Темні міста під землею»                      | «Dark Cities Underground»                    | —                                          | Tor                                                            |                                                       |
| 2000 | Пітер Бігл                                                  | «Тамсін»                                      | «Tamsin»                                     | —                                          | Roc                                                            |                                                       |
| 2000 | Джеймс Морроу                                               | «Вічний лакей»                                | «The Eternal Footman»                        | —                                          | Harcourt Brace                                                 |                                                       |
| 2000 | Орсон Скотт Кард                                            | «Чаклунство»                                  | «Enchantment»                                | —                                          | Ballantine Del Rey                                             |                                                       |
| 2000 | Пітер Страуб                                                | «Містер Ікс»                                  | «Mr. X»                                      | —                                          | Random House                                                   |                                                       |
| 2000 | Грегорі Кіз                                                 | «Обчислення ангелів»                          | «A Calculus of Angels»                       | —                                          | Ballantine Del Rey                                             |                                                       |
| 2000 | Джонатан Керрол                                             | «Весілля паличок»                             | «The Marriage of Sticks»                     | —                                          | Gollancz; Tor                                                  |                                                       |
| 2000 | Барбара Гемблі                                              | «Тінь дракона»                                | «Dragonshadow»                               | —                                          | Ballantine Del Rey                                             |                                                       |
| 2000 | Ніна Кірікі Гоффмен                                         | «Червоне серце спогадів»                      | «A Red Heart of Memories»                    | —                                          | Ace                                                            |                                                       |
| 2000 | Джеймс Блейлок                                              | «Сезон дощів»                                 | «The Rainy Season»                           | —                                          | Ace                                                            |                                                       |
| 2000 | Елізабет Генд                                               | «Чорне світло»                                | «Black Light»                                | —                                          | HarperPrism                                                    |                                                       |
| 2000 | Мікаела Росснер                                             | «Примушення зірок»                            | «The Stars Compel»                           | —                                          | Tor                                                            |                                                       |
| 2000 | Томас Діш                                                   | «Саб: дослідження у чаклунстві»               | «The Sub: A Study in Witchcraft»             | —                                          | Knopf                                                          |                                                       |
| 2000 | Теніт Лі                                                    | «Святий вогонь»                               | «Saint Fire»                                 | —                                          | Overlook Press                                                 |                                                       |
| 2000 | Пег Керр                                                    | «Дикі лебеді»                                 | «The Wild Swans»                             | —                                          | Warner Aspect                                                  |                                                       |
| 2000 | Шторм Константайн                                           | «Спадкоємець морського дракона»               | «Sea Dragon Heir»                            | —                                          | Gollancz; Tor 2000                                             |                                                       |
| 2000 | Елізабет Гейдон                                             | «Рапсодія: дитина крові»                      | «Rhapsody: Child of Blood»                   | —                                          | Tor                                                            |                                                       |
| 2000 | Номінації, що не потрапили до скороченого списку номінантів |                                               |                                              |                                            |                                                                |                                                       |
| 2000 | Вікторія Штраусс                                            | «Сад каменю»                                  | «The Garden of the Stone»                    | —                                          |                                                                |                                                       |
| 2000 | Альфред А. Аттаназіо                                        | «Змій і Грааль»                               | «The Serpent and the Grail»                  | —                                          |                                                                |                                                       |
| 2000 | Марк Чадбурн                                                | «Кінець світу»                                | «World's End»                                | —                                          |                                                                |                                                       |
| 2001 |                                                             | Джордж Р. Р. Мартін                           | «Буря мечів»                                 | «A Storm of Swords»                        | «Буря мечів»                                                   | HarperCollins Voyager; Bantam Spectra; КМ-Букс        |
| 2001 | Тім Пауерс                                                  | «Оголоси»                                     | «Declare»                                    | —                                          | Subterranean Press; Morrow 2001                                |                                                       |
| 2001 | Філіп Пулман                                                | «Амброве скло»                                | «The Amber Spyglass»                         | —                                          | Knopf                                                          |                                                       |
| 2001 | Чайна М'євіль                                               | «Станція загублених снів»                     | «Perdido Street Station»                     | «Вокзал на вулиці Відчаю»                  | Macmillan; Ballantine Del Rey 2001; Навчальна книга — Богдан   |                                                       |
| 2001 | Мері Джентл                                                 | «Попіл: таємна історія»                       | «Ash: A Secret History»                      | —                                          | Gollancz; Eos                                                  |                                                       |
| 2001 | Шон Стюарт                                                  | «Ґелвестон»                                   | «Galveston»                                  | —                                          | Ace                                                            |                                                       |
| 2001 | Гай Геврієл Кей                                             | «Володар імператорів»                         | «Lord of Emperors»                           | —                                          | Viking Canada; HarperPrism                                     |                                                       |
| 2001 | Чарльз де Лінт                                              | «Ліси серця»                                  | «Forests of the Heart»                       | —                                          | Tor                                                            |                                                       |
| 2001 | Террі Пратчетт                                              | «Правда»                                      | «The Truth»                                  | «Правда»                                   | Transworld; HarperCollins; Видавництво Старого Лева            |                                                       |
| 2001 | Керолайн Черрі                                              | «Фортеця драконів»                            | «Fortress of Dragons»                        | —                                          | Eos                                                            |                                                       |
| 2001 | Патриція Маккілліп                                          | «Вежа у кам'яному лісі»                       | «The Tower at Stony Wood»                    | —                                          | Ace                                                            |                                                       |
| 2001 | Джон Краулі                                                 | «Демономанія»                                 | «Dæmonomania»                                | —                                          | Bantam                                                         |                                                       |
| 2001 | Лорел Гемілтон                                              | «Поцілунок тіней»                             | «A Kiss of Shadows»                          | —                                          | Ballantine                                                     |                                                       |
| 2001 | Роберт Джордан                                              | «Серце зими»                                  | «Winter's Heart»                             | ?                                          | Tor                                                            |                                                       |
| 2001 | Теніт Лі                                                    | «Біла, як сніг»                               | «White as Snow»                              | —                                          | Tor                                                            |                                                       |
| 2001 | Елізабет Гейдон                                             | «Пророцтво: дитя Землі»                       | «Prophecy: Child of Earth»                   | —                                          | Tor                                                            |                                                       |
| 2001 | Робін Гобб                                                  | «Корабель долі»                               | «Ship of Destiny»                            | ?                                          | HarperCollins Voyager; Bantam Spectra                          |                                                       |
| 2001 | Джоан Роулінг                                               | «Гаррі Поттер і келих вогню»                  | «Harry Potter and the Goblet of Fire»        | «Гаррі Поттер і келих вогню»               | Bloomsbury; Scholastic; А-ба-ба-га-ла-ма-га                    |                                                       |
| 2001 | П. Д. Кацек                                                 | «Каньйони»                                    | «Canyons»                                    | —                                          | Tor                                                            |                                                       |
| 2001 | Кетрін Курц                                                 | «Наречена короля Келсона»                     | «King Kelson's Bride»                        | —                                          | Ace                                                            |                                                       |
| 2001 | Грегорі Кіз                                                 | «Імперія хаосу»                               | «Empire of Unreason»                         | —                                          | Ballantine Del Rey                                             |                                                       |
| 2001 | Робін Маккінлі                                              | «Кінчик веретена»                             | «Spindle's End»                              | —                                          | Putnam                                                         |                                                       |
| 2001 | Діана Вінн Джонс                                            | «Рік грифона»                                 | «Year of the Griffin»                        | —                                          | Greenwillow                                                    |                                                       |
| 2001 | Барбара Гемблі                                              | «Лицар королеви демонів»                      | «Knight of the Demon Queen»                  | —                                          | Ballantine Del Rey                                             |                                                       |
| 2001 | Томас Гарлан                                                | «Брама вогню»                                 | «The Gate of Fire»                           | —                                          | Tor                                                            |                                                       |
| 2001 | Пола Вольски                                                | «Великий еліпс»                               | «The Grand Ellipse»                          | —                                          | Bantam Spectra                                                 |                                                       |
| 2001 | Номінації, що не потрапили до скороченого списку номінантів |                                               |                                              |                                            |                                                                |                                                       |
| 2001 | Шторм Константайн                                           | «Корона тиші»                                 | «The Crown of Silence»                       | —                                          |                                                                |                                                       |
| 2001 | Стівен Еріксон                                              | «Брами будинку смерті»                        | «Deadhouse Gates»                            | —                                          |                                                                |                                                       |
| 2001 | Ненсі Спрінгер                                              | «Плюмаж»                                      | «Plumage»                                    | —                                          |                                                                |                                                       |
| 2001 | Сесилія Голланд                                             | «янгол і меч»                                 | «The Angel and the Sword»                    | —                                          |                                                                |                                                       |
| 2001 | Марі Жакобер                                                | «Чорний келих»                                | «The Black Chalice»                          | —                                          |                                                                |                                                       |
| 2001 | Луїза Марлі                                                 | «Скляна гармоніка»                            | «The Glass Harmonica»                        | —                                          |                                                                |                                                       |
| 2001 | Велері Лайс                                                 | «Загадкова ніч»                               | «The Riddled Night»                          | —                                          |                                                                |                                                       |
| 2002 |                                                             | Ніл Гейман                                    | «Американські боги»                          | «American Gods»                            | «Американські боги»                                            | Morrow; КМ-Букс                                       |
| 2002 | Урсула Ле Гуїн                                              | «На інших вітрах»                             | «The Other Wind»                             | —                                          | Harcourt                                                       |                                                       |
| 2002 | Лоїс Макмастер Буджолд                                      | «Прокляття Шаліона»                           | «The Curse of Chalion»                       | —                                          | Eos                                                            |                                                       |
| 2002 | Джонатан Керрол                                             | «Дерев'яне море»                              | «The Wooden Sea»                             | —                                          | Tor                                                            |                                                       |
| 2002 | Террі Претчетт                                              | «Крадій часу»                                 | «Thief of Time»                              | «Крадій часу»                              | Doubleday UK; HarperCollins; Видавництво Старого Лева          |                                                       |
| 2002 | Чарльз де Лінт                                              | «Цибулина дівчина»                            | «The Onion Girl»                             | —                                          | Tor                                                            |                                                       |
| 2002 | Стівен Кінг, Пітер Страуб                                   | «Чорний дім»                                  | «Black House»                                | «Чорний дім»                               | Random House; КСД                                              |                                                       |
| 2002 | Рей Бредбері                                                | «З праху повернулись»                         | «From the Dust Returned»                     | «Із праху посталі»                         | Morrow; Навчальна книга - Богдан                               |                                                       |
| 2002 | Тед Вільямс                                                 | «Море срібного світла»                        | «Sea of Silver Light»                        | —                                          | DAW                                                            |                                                       |
| 2002 | Робін Гобб                                                  | «Місія Блазня»                                | «Fool's Errand»                              | —                                          | Voyager; Bantam Spectra                                        |                                                       |
| 2002 | Майкл Муркок                                                | «Донька крадія мрій»                          | «The Dreamthief's Daughter»                  | —                                          | Earthlight; Warner Aspect                                      |                                                       |
| 2002 | Ґрем Джойс                                                  | «Куріння маку»                                | «Smoking Poppy»                              | —                                          | Gollancz; Pocket                                               |                                                       |
| 2002 | Пол Андерсон                                                | «Мати королів»                                | «Mother of Kings»                            | —                                          | Tor                                                            |                                                       |
| 2002 | Клайв Баркер                                                | «Каньйон Холодного Серця»                     | «Coldheart Canyon»                           | —                                          | HarperCollins UK; HarperCollins                                |                                                       |
| 2002 | Гарт Нікс                                                   | «Ліраель»                                     | «Lirael»                                     | —                                          | Allen & Unwin Australia                                        |                                                       |
| 2002 | Ніна Кірікі Гоффмен                                         | «За розміром мрій»                            | «Past the Size of Dreaming»                  | —                                          | Ace                                                            |                                                       |
| 2002 | Джефрі Форд                                                 | «За межею»                                    | «The Beyond»                                 | —                                          | Eos                                                            |                                                       |
| 2002 | Жаклін Кері                                                 | «Стріла Кушіеля»                              | «Kushiel's Dart»                             | —                                          | Tor                                                            |                                                       |
| 2002 | Гвінет Джоунс                                               | «Зухвалий немов кохання»                      | «Bold as Love»                               | —                                          | Gollancz                                                       |                                                       |
| 2002 | Джеффрі Барлоу                                              | «Будинок у високому лісі»                     | «The House in the High Wood»                 | —                                          | Ace                                                            |                                                       |
| 2002 | Шарлін Гарріс                                               | «Мертві до темряви»                           | «Dead Until Dark»                            | —                                          | Ace                                                            |                                                       |
| 2002 | Грегорі Кіз                                                 | «Тіні бога»                                   | «The Shadows of God»                         | —                                          | Del Rey                                                        |                                                       |
| 2002 | Шон Рассел                                                  | «Одне королівство»                            | «The One Kingdom»                            | —                                          | Orbit; Eos                                                     |                                                       |
| 2002 | Джек Кейді                                                  | «Примари каналу Гуд»                          | «The Hauntings of Hood Canal»                | —                                          | St. Martin's                                                   |                                                       |
| 2002 | Грегорі Магвайр                                             | «Загублений»                                  | «Lost»                                       | —                                          | HarperCollins                                                  |                                                       |
| 2002 | Номінації, що не потрапили до скороченого списку номінантів |                                               |                                              |                                            |                                                                |                                                       |
| 2002 | Кейт Джакобі                                                | «Клітка повстанця»                            | «Rebel's Cage»                               | —                                          | Gollancz; Orion                                                |                                                       |
| 2002 | Сара Даґласс                                                | «Поранений яструб»                            | «The Wounded Hawk»                           | —                                          | Voyager; HarperCollins (Australia)                             |                                                       |
| 2003 |                                                             | Чайна М'євіль                                 | «Шрам»                                       | «The Scar»                                 | «Шрам»                                                         | Macmillan; Del Rey; Навчальна книга - Богдан          |
| 2003 | Террі Пратчетт                                              | «Нічна варта»                                 | «Night Watch»                                | «Нічна варта»                              | Doubleday UK; HarperCollins; Penguin; Видавництво Старого Лева |                                                       |
| 2003 | Ден Сіммонс                                                 | «Зимове переслідування»                       | «A Winter Haunting»                          | —                                          | Morrow                                                         |                                                       |
| 2003 | Джонатан Керрол                                             | «Білі яблука»                                 | «White Apples»                               | —                                          | Tor                                                            |                                                       |
| 2003 | Жаклін Кері                                                 | «Обранець Кушіеля»                            | «Kushiel's Chosen»                           | —                                          | Tor                                                            |                                                       |
| 2003 | Джаспер Ффорде                                              | «Загублений у хорошій книзі»                  | «Lost in a Good Book»                        | —                                          | Hodder & Stoughton; Viking 2003                                |                                                       |
| 2003 | Патриція Маккілліп                                          | «Омбрія у тіні»                               | «Ombria in Shadow»                           | —                                          | Ace                                                            |                                                       |
| 2003 | Джефрі Форд                                                 | «Портрет місіс Шарбук»                        | «The Portrait of Mrs. Charbuque»             | —                                          | Morrow                                                         |                                                       |
| 2003 | Еллен Кушнер, Делія Шерман                                  | «Падіння королів»                             | «The Fall of the Kings»                      | —                                          | Bantam Spectra                                                 |                                                       |
| 2003 | Ніна Кірікі Гоффмен                                         | «Жменя неба»                                  | «A Fistful of Sky»                           | —                                          | Ace                                                            |                                                       |
| 2003 | Ліза Голдштайн                                              | «Двері алхіміка»                              | «The Alchemist's Door»                       | —                                          | Tor                                                            |                                                       |
| 2003 | Шон Макмуллен                                               | «Подорож тіньового Місяця»                    | «Voyage of the Shadowmoon»                   | —                                          | Tor                                                            |                                                       |
| 2003 | Ґрем Джойс                                                  | «Факти життя»                                 | «The Facts of Life»                          | —                                          | Gollancz                                                       |                                                       |
| 2003 | Роберт Голдсток                                             | «Залізний Грааль»                             | «The Iron Grail»                             | —                                          | Earthlight; Tor Jan 2004                                       |                                                       |
| 2003 | Шон Рассел                                                  | «Острів битви»                                | «The Isle of Battle»                         | —                                          | Eos                                                            |                                                       |
| 2003 | Теніт Лі                                                    | «Ліжко Землі»                                 | «A Bed of Earth»                             | —                                          | Overlook                                                       |                                                       |
| 2003 | Сесілія Дарт-Торнтон                                        | «Леді горя»                                   | «The Lady of the Sorrows»                    | —                                          | Macmillan Tor Australia; Warner Aspect                         |                                                       |
| 2003 | Гвінет Джоунс                                               | «Замки з піску»                               | «Castles Made of Sand»                       | —                                          | Gollancz                                                       |                                                       |
| 2003 | Номінації, що не потрапили до скороченого списку номінантів |                                               |                                              |                                            |                                                                |                                                       |
| 2003 | Джульєт Маріллер                                            | «Дитя пророцтва»                              | «Child of the Prophecy»                      | —                                          |                                                                |                                                       |
| 2003 | Дейвід Гертер                                               | «Вечірня імперія»                             | «Evening's Empire»                           | —                                          |                                                                |                                                       |
| 2003 | Френсіс Шервуд                                              | «Книга блиску»                                | «The Book of Splendor»                       | —                                          |                                                                |                                                       |
| 2004 |                                                             | Лоїс Макмастер Буджолд                        | «Паладин душ»                                | «Paladin of Souls»                         | —                                                              | Eos                                                   |
| 2004 | Террі Пратчетт                                              | «Монстрячий загін»                            | «Monstrous Regiment»                         | —                                          | Doubleday UK; HarperCollins                                    |                                                       |
| 2004 | Єн Маклауд                                                  | «Світлі віки»                                 | «The Light Ages»                             | —                                          | Ace                                                            |                                                       |
| 2004 | Стівен Кінг                                                 | «Вовки Кальї»                                 | «Wolves of the Calla»                        | «Темна Вежа V: Вовки Кальї»                | Donald M. Grant/Scribner; КСД                                  |                                                       |
| 2004 | Мері Джентл                                                 | «1610: Сонячний годинник у могилі»            | «1610: A Sundial in a Grave»                 | —                                          | Gollancz                                                       |                                                       |
| 2004 | Тед Вільямс                                                 | «Війна квітів»                                | «The War of the Flowers»                     | —                                          | DAW                                                            |                                                       |
| 2004 | Грегорі Кіз                                                 | «Терновий король»                             | «The Briar King»                             | —                                          | Del Rey                                                        |                                                       |
| 2004 | Пітер Страуб                                                | «Загублений хлопчик, загублена дівчинка»      | «Lost Boy, Lost Girl»                        | —                                          | Random House                                                   |                                                       |
| 2004 | Робін Гобб                                                  | «Доля Блазня»                                 | «Fool's Fate»                                | —                                          | Voyager; Bantam Spectra 2004                                   |                                                       |
| 2004 | Нало Гопкінсон                                              | «Соляні дороги»                               | «The Salt Roads»                             | —                                          | Warner                                                         |                                                       |
| 2004 | Орсон Скотт Кард                                            | «Кришталеве місто»                            | «The Crystal City»                           | —                                          | Tor                                                            |                                                       |
| 2004 | Майкл Муркок                                                | «Дерево Скрайлінг»                            | «The Skrayling Tree»                         | —                                          | Warner Aspect                                                  |                                                       |
| 2004 | Кейдж Бейкер                                                | «Ковадло світу»                               | «The Anvil of the World»                     | —                                          | Tor                                                            |                                                       |
| 2004 | Патриція Маккілліп                                          | «У лісах Серре»                               | «In the Forests of Serre»                    | —                                          | Ace                                                            |                                                       |
| 2004 | Робін Маккінлі                                              | «Сонячне світло (роман)»                      | «Sunshine»                                   | —                                          | Berkley                                                        |                                                       |
| 2004 | Гвінет Джоунс                                               | «Лампа полуночі»                              | «Midnight Lamp»                              | —                                          | Gollancz                                                       |                                                       |
| 2004 | Теніт Лі                                                    | «Смертельні сонця»                            | «Mortal Suns»                                | —                                          | Overlook                                                       |                                                       |
| 2004 | Стюарт О'Нан                                                | «Нічна країна»                                | «The Night Country»                          | —                                          | Farrar, Straus & Giroux                                        |                                                       |
| 2005 |                                                             | Чайна М'євіль                                 | «Залізна рада»                               | «Iron Council»                             | ?                                                              | Del Rey                                               |
| 2005 | Джин Вулф                                                   | «Лицар»                                       | «The Knight»                                 | —                                          | Tor                                                            |                                                       |
| 2005 | Джин Вулф                                                   | «Чарівник»                                    | «The Wizard»                                 | —                                          | Tor                                                            |                                                       |
| 2005 | Террі Пратчетт                                              | «Скажена пошта»                               | «Going Postal»                               | «Поштова лихоманка»                        | Doubleday UK; HarperCollins; Видавництво Старого Лева          |                                                       |
| 2005 | Стівен Кінг                                                 | «Пісня Сюзанни»                               | «Song of Susannah»                           | «Темна Вежа VI: Пісня Сюзанни»             | Grant/Scribner; КСД                                            |                                                       |
| 2005 | Чарльз Штросс                                               | «Сімейна справа»                              | «The Family Trade»                           | —                                          | Tor                                                            |                                                       |
| 2005 | Патриція Маккілліп                                          | «Абетка шипа»                                 | «Alphabet of Thorn»                          | —                                          | Ace                                                            |                                                       |
| 2005 | Гай Геврієл Кей                                             | «Останнє світло Сонця»                        | «The Last Light of the Sun»                  | —                                          | Viking Canada; Roc                                             |                                                       |
| 2005 | Шон Стюарт                                                  | «Ідеальне коло»                               | «Perfect Circle»                             | —                                          | Small Beer Press                                               |                                                       |
| 2005 | Елізабет Генд                                               | «Смертельне кохання»                          | «Mortal Love»                                | —                                          | Morrow                                                         |                                                       |
| 2005 | Сюзанна Кларк                                               | «Джонатан Стрейндж та містер Норрелл»         | «Jonathan Strange & Mr Norrel                | «Джонатан Стрейндж і м-р Норрелл»          | Bloomsbury; Видавництво «РМ»                                   |                                                       |
| 2005 | Пітер Страуб                                                | «У нічній кімнаті»                            | «In the Night Room»                          | —                                          | Random House                                                   |                                                       |
| 2005 | Лусіус Шепард                                               | «Довідник американської молитви»              | «A Handbook of American Prayer»              | —                                          | Thunder's Mouth                                                |                                                       |
| 2005 | Грегорі Кіз                                                 | «Цвинтарний принц»                            | «The Charnel Prince»                         | —                                          | Del Rey                                                        |                                                       |
| 2005 | Грег Бір                                                    | «Заборонена зона»                             | «Dead Lines»                                 | —                                          | HarperCollins UK; Ballantine                                   |                                                       |
| 2005 | Тед Вільямс                                                 | «Марш тіней»                                  | «Shadowmarch»                                | —                                          | DAW                                                            |                                                       |
| 2005 | Шон Макмуллен                                               | «Скляні дракони»                              | «Glass Dragons»                              | —                                          | Tor                                                            |                                                       |
| 2005 | Александер Ірвайн                                           | «Один король, один солдат»                    | «One King, One Soldier»                      | —                                          | Del Rey                                                        |                                                       |
| 2005 | Джон Райт                                                   | «Останній вартівник вічності»                 | «The Last Guardian of Everness»              | —                                          | Tor                                                            |                                                       |
| 2005 | Елізабет Лінн                                               | «Скарб дракона»                               | «Dragon's Treasure»                          | —                                          | Ace                                                            |                                                       |
| 2005 | Кейтлін Кірнан                                              | «Вбивство ангелів»                            | «Murder of Angels»                           | —                                          | Roc                                                            |                                                       |
| 2005 | Сесилія Голланд                                             | «Кухня відьом»                                | «The Witches' Kitchen»                       | —                                          | Forge                                                          |                                                       |
| 2006 |                                                             | Ніл Гейман                                    | «Хлопці Анансі»                              | «Anansi Boys»                              | «Дітлахи Анансі»                                               | Morrow; Review; КМ-БУКС                               |
| 2006 | Джордж Р. Р. Мартін                                         | «Бенкет круків»                               | «A Feast for Crows»                          | «Бенкет круків»                            | Voyager; Bantam Spectra; КМ-БУКС                               |                                                       |
| 2006 | Террі Пратчетт                                              | «Гуп!»                                        | «Thud!»                                      | —                                          | Doubleday UK; HarperCollins                                    |                                                       |
| 2006 | Лоїс Макмастер Буджолд                                      | «Священне полювання»                          | «The Hallowed Hunt»                          | —                                          | Eos                                                            |                                                       |
| 2006 | Корі Докторов                                               | «Хтось приходить до міста, хтось йде з міста» | «Someone Comes to Town, Someone Leaves Town» | —                                          | Tor                                                            |                                                       |
| 2006 | Чарльз Штросс                                               | «Потаємна родина»                             | «The Hidden Family»                          | —                                          | Tor                                                            |                                                       |
| 2006 | Пол Парк                                                    | «Принцеса Руманії»                            | «A Princess of Roumania»                     | —                                          | Tor                                                            |                                                       |
| 2006 | Джон Краулі                                                 | «Роман лорда Байрона: Вечірня земля»          | «Lord Byron's Novel: The Evening Land»       | —                                          | Morrow                                                         |                                                       |
| 2006 | Октавія Батлер                                              | «Пташеня»                                     | «Fledgling»                                  | —                                          | Seven Stories                                                  |                                                       |
| 2006 | Робін Гобб                                                  | «Перехрестя шамана»                           | «Shaman's Crossing»                          | —                                          | Voyager; Eos                                                   |                                                       |
| 2006 | Патриція Маккілліп                                          | «Магія Од»                                    | «Od Magic»                                   | —                                          | Ace                                                            |                                                       |
| 2006 | Джонатан Керрол                                             | «Скляний суп»                                 | «Glass Soup»                                 | —                                          | Tor                                                            |                                                       |
| 2006 | Єн Маклауд                                                  | «Будинок штормів»                             | «The House of Storms»                        | —                                          | Simon & Schuster UK; Ace                                       |                                                       |
| 2006 | Ґрем Джойс                                                  | «Межі чаклунства»                             | «The Limits of Enchantment»                  | —                                          | Gollancz; Atria                                                |                                                       |
| 2006 | Ліз Вільямс                                                 | «Зміїний агент»                               | «Snake Agent»                                | —                                          | Night Shade                                                    |                                                       |
| 2006 | Александер Ірвайн                                           | «Звуження»                                    | «The Narrows»                                | —                                          | Del Rey                                                        |                                                       |
| 2006 | Роберт Джордан                                              | «Ніж снів»                                    | «Knife of Dreams»                            | —                                          | Orbit; Tor                                                     |                                                       |
| 2006 | Джон Райт                                                   | «Сироти хаосу»                                | «Orphans of Chaos»                           | —                                          | Tor                                                            |                                                       |
| 2007 |                                                             | Еллен Кушнер                                  | «Привілей меча»                              | «The Privilege of the Sword»               | —                                                              | Small Beer Press; Bantam Spectra                      |
| 2007 | Чарльз Штросс                                               | «Морг Дженніфер»                              | «The Jennifer Morgue»                        | —                                          | Golden Gryphon; Ace                                            |                                                       |
| 2007 | Джин Вулф                                                   | «Солдат Сідону»                               | «Soldier of Sidon»                           | —                                          | Tor                                                            |                                                       |
| 2007 | Тім Пауерс                                                  | «Три дні до ніколи»                           | «Three Days to Never»                        | —                                          | Subterranean; Morrow                                           |                                                       |
| 2007 | Джеймс Морроу                                               | «Останній шукач відьом»                       | «The Last Witchfinder»                       | —                                          | Morrow                                                         |                                                       |
| 2007 | Джефф Вандермеєр                                            | «Зойк: післямова»                             | «Shriek: An Afterword»                       | —                                          | Tor UK; Tor                                                    |                                                       |
| 2007 | Патриція Маккілліп                                          | «Ліс сонцестояння»                            | «Solstice Wood»                              | —                                          | Ace                                                            |                                                       |
| 2007 | Робін Гобб                                                  | «Лісовий маг»                                 | «Forest Mage»                                | —                                          | Voyager; Eos                                                   |                                                       |
| 2007 | Майкл Муркок                                                | «Помста Риму»                                 | «The Vengeance of Rome»                      | —                                          | Cape                                                           |                                                       |
| 2007 | Стівен Кінг                                                 | «Історія Лізі»                                | «Lisey's Story»                              | «Історія Лізі»                             | Scribner; Hodder & Stoughton; КСД                              |                                                       |
| 2007 | Річард Скотт Беккер                                         | «Тисячоразова думка»                          | «The Thousandfold Thought»                   | —                                          | Penguin Canada; Overlook                                       |                                                       |
| 2007 | Пол Парк                                                    | «Турмалін»                                    | «The Tourmaline»                             | —                                          | Tor                                                            |                                                       |
| 2007 | Кевін Брокмаєр                                              | «Коротка історія мертвих»                     | «The Brief History of the Dead»              | —                                          | Murray; Pantheon                                               |                                                       |
| 2007 | Грегорі Кіз                                                 | «Лицар крові»                                 | «The Blood Knight»                           | —                                          | Del Rey                                                        |                                                       |
| 2007 | Джей Лейк                                                   | «Випроба квітів»                              | «Trial of Flowers»                           | —                                          | Night Shade                                                    |                                                       |
| 2007 | Ліз Вільямс                                                 | «Демон та місто»                              | «The Demon and the City»                     | —                                          | Night Shade                                                    |                                                       |
| 2007 | Сара Монетт                                                 | «Вірту»                                       | «The Virtu»                                  | —                                          | Ace                                                            |                                                       |
| 2007 | Джон Райт                                                   | «Утікачі хаосу»                               | «Fugitives of Chaos»                         | —                                          | Tor                                                            |                                                       |
| 2007 | Мері Джентл                                                 | «Іларіо: левове око»                          | «Ilario: The Lion's Eye»                     | —                                          | Gollancz; Eos                                                  |                                                       |
| 2007 | Метт Г'юз                                                   | «Маджеструм»                                  | «Majestrum»                                  | —                                          | Night Shade                                                    |                                                       |
| 2007 | Наомі Новик                                                 | «Війна з чорним порохом»                      | «Black Powder War»                           | —                                          | Del Rey; Voyager                                               |                                                       |
| 2007 | Наомі Новик                                                 | «Дракон Його Величності»                      | «Temeraire»                                  | —                                          | Del Rey; Voyager                                               |                                                       |
| 2007 | Наомі Новик                                                 | «Нефритовий трон»                             | «Throne of Jade»                             | —                                          | Del Rey; Voyager                                               |                                                       |
| 2007 | Скотт Лінч                                                  | «Побрехеньки Лока Ломари»                     | «The Lies of Locke Lamora»                   | «Лукавства Локкі Ламори»                   | Gollancz; Bantam Spectra; Nebo BookLab Publishing              |                                                       |
| 2008 |                                                             | Террі Пратчетт                                | «Роби гроші»                                 | «Making Money»                             | «Роби гроші»                                                   | Doubleday UK; HarperCollins; Видавництво Старого Лева |
| 2008 | Гай Геврієл Кей                                             | «Ізабель»                                     | «Ysabel»                                     | —                                          | Viking Canada; Roc                                             |                                                       |
| 2008 | Джин Вулф                                                   | «Піратська свобода»                           | «Pirate Freedom»                             | —                                          | Tor                                                            |                                                       |
| 2008 | Емма Булл                                                   | «Територія»                                   | «Territory»                                  | —                                          | Tor                                                            |                                                       |
| 2008 | Джон Краулі                                                 | «Нескінченні речі»                            | «Endless Things»                             | —                                          | Small Beer Press; Overlook                                     |                                                       |
| 2008 | Пол Парк                                                    | «Білий тигр»                                  | «The White Tyger»                            | —                                          | Tor                                                            |                                                       |
| 2008 | Лусіус Шепард                                               | «М'яко кажучи»                                | «Softspoken»                                 | —                                          | Night Shade Books                                              |                                                       |
| 2008 | Гел Данкен                                                  | «Чорнило»                                     | «Ink»                                        | —                                          | Macmillan UK; Del Rey                                          |                                                       |
| 2008 | Кетрінн Валенте                                             | «У містах монет та прянощів»                  | «In the Cities of Coin and Spice»            | —                                          | Bantam Spectra                                                 |                                                       |
| 2008 | Елізабет Бір                                                | «Віскі та вода»                               | «Whiskey and Water»                          | —                                          | Roc                                                            |                                                       |
| 2008 | Нало Гопкінсон                                              | «Руки нового Місяця»                          | «The New Moon's Arms»                        | —                                          | Warner                                                         |                                                       |
| 2008 | Деніел Абрагам                                              | «Зимова зрада»                                | «A Betrayal in Winter»                       | —                                          | Tor                                                            |                                                       |
| 2008 | Катерина Седія                                              | «Таємна історія Москви»                       | «The Secret History of Moscow»               | —                                          | Prime Books                                                    |                                                       |
| 2008 | Джон Райт                                                   | «Титани Хаосу»                                | «Titans of Chaos»                            | —                                          | Tor                                                            |                                                       |
| 2008 | Кейтлін Кірнан                                              | «Дочка гончих»                                | «Daughter of Hounds»                         | —                                          | Roc                                                            |                                                       |
| 2008 | Метт Г'юз                                                   | «Спіральний лабіринт»                         | «The Spiral Labyrinth»                       | —                                          | Night Shade Books                                              |                                                       |
| 2008 | Патрік Ротфусс                                              | «Ім'я вітру»                                  | «The Name of the Wind»                       | «Ім'я вітру»                               | DAW; Gollancz; КСД                                             |                                                       |
| 2008 | Тім Претт                                                   | «Криваві двигуни»                             | «Blood Engines»                              | —                                          | Bantam Spectra                                                 |                                                       |
| 2008 | Джон Міні                                                   | «Пісня кісток»                                | «Bone Song»                                  | —                                          | Gollancz; Bantam Spectra 2008                                  |                                                       |
| 2009 |                                                             | Урсула Ле Гуїн                                | «Лавінія»                                    | «Lavinia»                                  | —                                                              | Harcourt                                              |
| 2009 | Майкл Свонвік                                               | «Дракони Вавилону»                            | «The Dragons of Babel»                       | —                                          | Tor                                                            |                                                       |
| 2009 | Джин Вулф                                                   | «Злий гість»                                  | «An Evil Guest»                              | —                                          | Tor                                                            |                                                       |
| 2009 | Джефрі Форд                                                 | «Темний рік»                                  | «The Shadow Year»                            | —                                          | Morrow                                                         |                                                       |
| 2009 | Патриція Маккілліп                                          | «Дзвін у голові Сілі»                         | «The Bell at Sealey Head»                    | —                                          | Ace                                                            |                                                       |
| 2009 | Деніел Абрагам                                              | «Осіння війна»                                | «An Autumn War»                              | —                                          | Tor                                                            |                                                       |
| 2009 | Джеймс Блейлок                                              | «Лицарі наріжного каменя»                     | «The Knights of the Cornerstone»             | —                                          | Ace                                                            |                                                       |
| 2009 | Пол Парк                                                    | «Прихований світ»                             | «The Hidden World»                           | —                                          | Tor                                                            |                                                       |
| 2009 | Грегорі Фрост                                               | «Лорд Тофет»                                  | «Lord Tophet»                                | —                                          | Del Rey                                                        |                                                       |
| 2009 | Грегорі Фрост                                               | «Тіньовий міст»                               | «Shadowbridge»                               | —                                          | Del Rey                                                        |                                                       |
| 2009 | Катерина Седія                                              | «Кам'яна алхімія»                             | «The Alchemy of Stone»                       | —                                          | Prime                                                          |                                                       |
| 2009 | Джонатан Керрол                                             | «Закоханий привид»                            | «The Ghost in Love»                          | —                                          | Farrar, Straus & Giroux                                        |                                                       |
| 2009 | Салман Рушді                                                | «Чарівниця Флоренції»                         | «The Enchantress of Florence»                | «Чарівниця Флоренції»                      | Jonathan Cape; Random House; Видавництво Жупанського           |                                                       |
| 2009 | Крістофер Баржак                                            | «Любов, яку ми поділяємо, не знаючи»          | «The Love We Share Without Knowing»          | —                                          | Bantam                                                         |                                                       |
| 2009 | Ґрем Джойс                                                  | «Спогади майстра-коваля»                      | «Memoirs of a Master Forger»                 | —                                          | Gollancz                                                       |                                                       |
| 2009 | Голлі Філліпс                                               | «Дитина двигуна»                              | «The Engine's Child»                         | —                                          | Del Rey                                                        |                                                       |
| 2009 | Сесилія Голланд                                             | «Варанджер»                                   | «Varanger»                                   | —                                          | Forge                                                          |                                                       |

### 2010-ті
| Рік  | Фотографія лауреата              | Лауреати та номінанти                         | Назва роману                                         | Назва роману мовою оригіналу       | Переклад українською                                                  | Видавництво                                |
| ---- | -------------------------------- | --------------------------------------------- | ---------------------------------------------------- | ---------------------------------- | --------------------------------------------------------------------- | ------------------------------------------ |
| 2010 |                                  | Чайна М'євіль                                 | «Місто та місто»                                     | «The City & The City»              | —                                                                     | Del Rey; Macmillan UK                      |
| 2010 | Террі Пратчетт                   | «Невидимі академіки»                          | «Unseen Academicals»                                 | —                                  | Harper; Doubleday UK                                                  |                                            |
| 2010 | Ден Сіммонс                      | «Друд»                                        | «Drood»                                              | —                                  | Little, Brown                                                         |                                            |
| 2010 | Кетрінн Валенте                  | «Палімпсест»                                  | «Palimpsest»                                         | —                                  | Bantam Spectra                                                        |                                            |
| 2010 | Джефф Вандермеєр                 | «В'юрок»                                      | «Finch»                                              | —                                  | Underland                                                             |                                            |
| 2010 | Джей Лейк                        | «Зелений»                                     | «Green»                                              | —                                  | Tor                                                                   |                                            |
| 2010 | Чарльз Штросс                    | «Революційний бізнес»                         | «The Revolution Business»                            | —                                  | Tor                                                                   |                                            |
| 2010 | Кен Шолз                         | «Гімн»                                        | «Canticle»                                           | —                                  | Tor                                                                   |                                            |
| 2010 | Роберт Голдсток                  | «Авіліон»                                     | «Avilion»                                            | —                                  | Gollancz                                                              |                                            |
| 2010 | Джо Волтон                       | «Життєва жила»                                | «Lifelode»                                           | —                                  | NESFA                                                                 |                                            |
| 2010 | Деніел Абрагам                   | «Ціна весни»                                  | «The Price of Spring»                                | —                                  | Tor                                                                   |                                            |
| 2010 | Кейтлін Кірнан                   | «Червоне дерево»                              | «The Red Tree»                                       | —                                  | Roc                                                                   |                                            |
| 2010 | Грір Гілмен                      | «Хмара та попіл: три зимові казки»            | «Cloud & Ashes: Three Winter's Tales»                | —                                  | Small Beer                                                            |                                            |
| 2010 | Джей Лейк                        | «Божевілля квітів»                            | «Madness of Flowers»                                 | —                                  | Night Shade                                                           |                                            |
| 2010 | Сесилія Голланд                  | «Високе місто»                                | «The High City»                                      | —                                  | Forge                                                                 |                                            |
| 2010 | Сара Ленген                      | «Двері Одрі»                                  | «Audrey's Door»                                      | —                                  | Harper                                                                |                                            |
| 2010 | Тім Претт                        | «Ігри заклинань»                              | «Spell Games»                                        | —                                  | Bantam Spectra                                                        |                                            |
| 2010 | Чез Бренчлі                      | «Дракон у ланцюгах»                           | «Dragon in Chains»                                   | —                                  | Del Rey                                                               |                                            |
| 2010 | Фелікс Джилмен                   | «Механізми міста»                             | «Gears of the City»                                  | —                                  | Bantam Spectra                                                        |                                            |
| 2010 | Брайан Евенсон                   | «Останні дні»                                 | «Last Days»                                          | —                                  | Underland                                                             |                                            |
| 2010 | Кіт Вітфільд                     | «У великих водах»                             | «In Great Waters»                                    | —                                  | Jonathan Cape; Del Rey                                                |                                            |
| 2010 | Роберт Фріман Векслер            | «Малюнок та місто»                            | «The Painting and the City»                          | —                                  | PS Publishing                                                         |                                            |
| 2011 |                                  | Чайна М'євіль                                 | «Кракен»                                             | «Kraken: An Anatomy»               | —                                                                     | Macmillan UK; Del Rey                      |
| 2011 | Гай Геврієл Кей                  | «Піднебесна»                                  | «Under Heaven»                                       | —                                  | Penguin Canada; Roc                                                   |                                            |
| 2011 | Чарльз Штросс                    | «Меморандум Фуллера»                          | «The Fuller Memorandum»                              | —                                  | Ace; Orbit UK                                                         |                                            |
| 2011 | Джин Вулф                        | «Будинок чарівника»                           | «The Sorcerer's House»                               | —                                  | Tor                                                                   |                                            |
| 2011 | Ннеді Окорафор                   | «Хто боїться смерті?»                         | «Who Fears Death»                                    | «Хто боїться смерті?»              | DAW; КСД                                                              |                                            |
| 2011 | Патриція Маккілліп               | «Барди долини кісток»                         | «The Bards of Bone Plain»                            | —                                  | Ace                                                                   |                                            |
| 2011 | Кетрінн Валенте                  | «Оселя священних»                             | «The Habitation of the Blessed»                      | —                                  | Night Shade                                                           |                                            |
| 2011 | Джо Гілл                         | «Роги»                                        | «Horns»                                              | —                                  | Morrow; Gollancz                                                      |                                            |
| 2011 | Кейдж Бейкер                     | «Пташка річки»                                | «The Bird of the River»                              | —                                  | Tor                                                                   |                                            |
| 2011 | Пітер Страуб                     | «Темна матерія»                               | «A Dark Matter»                                      | —                                  | Doubleday; Orion                                                      |                                            |
| 2011 | Лорен Б'юкз                      | «Зоомісто»                                    | «Zoo City»                                           | —                                  | Jacana South Africa; Angry Robot                                      |                                            |
| 2011 | Гейл Керріджер                   | «Незмінна»                                    | «Changeless»                                         | —                                  | Orbit                                                                 |                                            |
| 2011 | Джаспер Ффорде                   | «Відтінки сірого: дорога до високого шафрану» | «Shades of Grey: The Road to High Saffron»           | —                                  | Viking; Hodder & Stoughton                                            |                                            |
| 2011 | Фелікс Ґілмен                    | «Напівзроблений світ»                         | «The Half-Made World»                                | —                                  | Tor                                                                   |                                            |
| 2011 | Девід Мітчелл                    | «Тисяча осеней Якоба де Зута»                 | «The Thousand Autumns of Jacob De Zoet»              | «Тисяча осеней Якоба де Зута»      | Sceptre; Random House; Жорж                                           |                                            |
| 2011 | Пітер Бретт                      | «Пустельний спис»                             | «The Desert Spear»                                   | —                                  | Del Rey; Voyager                                                      |                                            |
| 2011 | Метт Г'юз                        | «Геспіра»                                     | «Hespira»                                            | —                                  | Night Shade                                                           |                                            |
| 2011 | Катерина Седія                   | «Будинок відкинутих снів»                     | «The House of Discarded Dreams»                      | —                                  | Prime                                                                 |                                            |
| 2011 | Джеймс Ендж                      | «Вік вовка»                                   | «The Wolf Age»                                       | —                                  | Pyr                                                                   |                                            |
| 2011 | Том Голт                         | «Розкладний ніж»                              | «The Folding Knife»                                  | —                                  | Orbit                                                                 |                                            |
| 2011 | Чаз Бренчлі                      | «Шкіра нефритового чоловіка»                  | «Jade Man's Skin»                                    | —                                  | Del Rey                                                               |                                            |
| 2011 | Сесилія Голланд                  | «Королі півночі»                              | «Kings of the North»                                 | —                                  | Tor                                                                   |                                            |
| 2011 | Брендон Сендерсон                | «Шлях королів»                                | «The Way of Kings»                                   | —                                  | Tor                                                                   |                                            |
| 2011 | Сара Пінборо                     | «Справа крові»                                | «A Matter of Blood»                                  | —                                  | Gollancz                                                              |                                            |
| 2012 |                                  | Джордж Р. Р. Мартін                           | «Танок з драконами»                                  | «A Dance with Dragons»             | «Танок з драконами»                                                   | Bantam; Harper Voyager UK; КМ-БУКС         |
| 2012 | Джо Волтон                       | «Серед інших»                                 | «Among Others»                                       | —                                  | Tor                                                                   |                                            |
| 2012 | Террі Пратчетт                   | «Понюшка»                                     | «Snuff»                                              | —                                  | Harper; Doubleday UK                                                  |                                            |
| 2012 | Патрік Ротфусс                   | «Страх мудреця»                               | «The Wise Man's Fear»                                | —                                  | DAW; Gollancz                                                         |                                            |
| 2012 | Кетрінн Валенте                  | «Безсмертний»                                 | «Deathless»                                          | —                                  | Tor                                                                   |                                            |
| 2012 | Н. К. Джемісін                   | «Королівство богів»                           | «The Kingdom of Gods»                                | ?                                  | Orbit US; Orbit UK                                                    |                                            |
| 2012 | Лев Гроссман                     | «Король чарівників»                           | «The Magician King»                                  | —                                  | Viking                                                                |                                            |
| 2012 | Джо Еберкромбі                   | «Герої»                                       | «The Heroes»                                         | «Герої»                            | Gollancz; Orbit Us; КСД                                               |                                            |
| 2012 | Кетрінн Валенте                  | «Складений світ»                              | «The Folded World»                                   | —                                  | Night Shade                                                           |                                            |
| 2012 | Річард К. Морган                 | «Холодні команди»                             | «The Cold Commands»                                  |                                    | Del Rey; Gollancz                                                     |                                            |
| 2012 | Деріл Ґрегорі                    | «Виховання Стоні Мейголл»                     | «Raising Stony Mayhall»                              | —                                  | Del Rey                                                               |                                            |
| 2012 | Лайза Голдштайн                  | «Невизначені місця»                           | «The Uncertain Places»                               | —                                  | Tachyon                                                               |                                            |
| 2012 | Андреа Гейрстон                  | «Червоне дерево та дикий вогонь»              | «Redwood and Wildfire»                               | —                                  | Aqueduct                                                              |                                            |
| 2012 | Гейл Керріджер                   | «Безсердечна»                                 | «Heartless»                                          | —                                  | Orbit US; Orbit UK                                                    |                                            |
| 2012 | Кім Ньюмен                       | «Професор Моріарті: пес д'Ербервіллів»        | «Professor Moriarty: The Hound of the D'Urbervilles» | —                                  | Titan                                                                 |                                            |
| 2012 | Деніел Абрагам                   | «Шлях дракона»                                | «The Dragon's Path»                                  | —                                  | Orbit US; Orbit UK                                                    |                                            |
| 2012 | Міністер Фауст                   | «Алхіміки Куша»                               | «The Alchemists of Kush»                             | —                                  | Narmer's Palette                                                      |                                            |
| 2012 | Гелен Оєємі                      | «Містер Фокс»                                 | «Mr. Fox»                                            | —                                  | Picador UK; Riverhead                                                 |                                            |
| 2012 | Тім Претт                        | «Шипшинова латка»                             | «Briarpatch»                                         | —                                  | ChiZine                                                               |                                            |
| 2012 | Джон Кортеней Ґрімвуд            | «Полегле лезо»                                | «The Fallen Blade»                                   | —                                  | Orbit US; Orbit UK                                                    |                                            |
| 2012 | Том Голт                         | «Молот»                                       | «The Hammer»                                         | —                                  | Orbit US; Orbit UK                                                    |                                            |
| 2012 | Каарон Воррен                    | «Містифікація»                                | «Mistification»                                      | —                                  | Angry Robot UK; Angry Robot US                                        |                                            |
| 2013 |                                  | Чарльз Штросс                                 | «Кодекс Апокаліпсису»                                | «The Apocalypse Codex»             | —                                                                     | Ace; Orbit UK                              |
| 2013 | Кейтлін Кірнан                   | «Утоплена дівчина»                            | «The Drowning Girl»                                  | —                                  | Roc                                                                   |                                            |
| 2013 | Тім Пауерс                       | «Сховай мене серед могил»                     | «Hide Me Among the Graves»                           | —                                  | Morrow; Corvus                                                        |                                            |
| 2013 | Н. К. Джемісін                   | «Вбивчий Місяць»                              | «The Killing Moon»                                   | ?                                  | Orbit US; Orbit UK                                                    |                                            |
| 2013 | Мері Робінетт Коваль             | «Чарівність у склянці»                        | «Glamour in Glass»                                   | —                                  | Tor                                                                   |                                            |
| 2013 | Джо Еберкромбі                   | «Червона країна»                              | «Red Country»                                        | —                                  | Gollancz; Orbit US                                                    |                                            |
| 2013 | Грем Джойс                       | «Якась казка»                                 | «Some Kind of Fairy Tale»                            | —                                  | Gollancz; Doubleday                                                   |                                            |
| 2013 | Деніел Абрагам                   | «Кров короля»                                 | «The King's Blood»                                   | —                                  | Orbit US; Orbit UK                                                    |                                            |
| 2013 | Бен Аарановіч                    | «Шепіт під землею»                            | «Whispers Under Ground»                              | —                                  | Del Rey; Gollancz                                                     |                                            |
| 2013 | Ліз Вільямс                      | «Світова душа»                                | «Worldsoul»                                          | —                                  | Prime                                                                 |                                            |
| 2013 | Метт Руфф                        | «Міраж»                                       | «The Mirage»                                         | —                                  | HarperCollins                                                         |                                            |
| 2013 | Том Голт                         | «Колючки»                                     | «Sharps»                                             | —                                  | Orbit US; Orbit UK                                                    |                                            |
| 2013 | Стіна Лайчт                      | «І синє небо від болю»                        | «And Blue Skies From Pain»                           | —                                  | Night Shade                                                           |                                            |
| 2013 | Нік Маматас                      | «Час куль»                                    | «Bullettime»                                         | —                                  | ChiZine                                                               |                                            |
| 2013 | Майк Кері, Лінда Кері, Луїз Кері | «Сталевий гарем»                              | «The Steel Seraglio»                                 | —                                  | ChiZine; Gollancz '13 as The City of Silk and Steel                   |                                            |
| 2013 | Роберт Джексон Беннет            | «Трупа»                                       | «The Troupe»                                         | —                                  | Orbit US; Orbit UK                                                    |                                            |
| 2013 | Алан Гарнер                      | «Кісткова земля»                              | «Boneland»                                           | —                                  | Fourth Estate                                                         |                                            |
| 2013 | Елізабет Бір                     | «Різноманіття привидів»                       | «Range of Ghosts»                                    | —                                  | Tor                                                                   |                                            |
| 2013 | Анна Тамбор                      | «Крандолін»                                   | «Crandolin»                                          | —                                  | Chomu                                                                 |                                            |
| 2014 |                                  | Ніл Гейман                                    | «Океан наприкінці дороги»                            | «The Ocean at the End of the Lane» | «Океан у кінці вулиці»                                                | Morrow; Headline Review; КМ-БУКС           |
| 2014 | Джо Гілл                         | «Різдвокрай»                                  | «NOS4A2»                                             | —                                  | Morrow; Gollancz as NOS4R2                                            |                                            |
| 2014 | Скотт Лінч                       | «Республіка злодіїв»                          | «The Republic of Thieves»                            | —                                  | Del Rey; Gollancz                                                     |                                            |
| 2014 | Гай Геврієл Кей                  | «Зоряна ріка»                                 | «River of Stars»                                     | —                                  | Roc; Viking Canada; HarperCollins UK                                  |                                            |
| 2014 | Стівен Кінг                      | «Доктор Сон»                                  | «Doctor Sleep»                                       | «Доктор Сон»                       | Scribner; Hodder & Stoughton; КСД                                     |                                            |
| 2014 | Лорен Б'юкз                      | «Сяючі дівчата (роман)»                       | «The Shining Girls»                                  | —                                  | Random House Struik South Africa; Harper Collins UK; Mulholland Books |                                            |
| 2014 | Террі Пратчетт                   | «Пар підіймається»                            | «Raising Steam»                                      | —                                  | Doubleday                                                             |                                            |
| 2014 | Нало Гопкінсон                   | «Моя сестра»                                  | «Sister Mine»                                        | —                                  | Grand Central                                                         |                                            |
| 2014 | Джин Вулф                        | «Земля упоперек»                              | «The Land Across»                                    | —                                  | Tor                                                                   |                                            |
| 2014 | Пол Корнелл                      | «Лондон падає»                                | «London Falling»                                     | —                                  | Tor                                                                   |                                            |
| 2014 | Стівен Кінг                      | «Країна розваг»                               | «Joyland»                                            | —                                  | Hard Case Crime                                                       |                                            |
| 2014 | Кейт Аткінсон                    | «Життя за життям»                             | «Life After Life»                                    | —                                  | Doubleday UK; Reagan Arthur                                           |                                            |
| 2014 | Кейтлін Кірнан                   | «Криваві апельсини»                           | «Blood Oranges»                                      | —                                  | Roc                                                                   |                                            |
| 2014 | Деніел Абрагам                   | «Закон тирана»                                | «The Tyrant's Law»                                   | —                                  | Orbit                                                                 |                                            |
| 2014 | Кейт Елліотт                     | «Холодна сталь»                               | «Cold Steel»                                         | —                                  | Orbit                                                                 |                                            |
| 2014 | Єн Трегілліс                     | «Необхідне зло»                               | «Necessary Evil»                                     | —                                  | Tor; Orbit UK                                                         |                                            |
| 2014 | Джеймс Блейлок                   | «Череп Ейлсфорда»                             | «The Aylesford Skull»                                | —                                  | Titan                                                                 |                                            |
| 2014 | Леві Тідгар                      | «Насильницьке століття»                       | «The Violent Century»                                | —                                  | Hodder; PS Publishing                                                 |                                            |
| 2014 | Кім Ньюмен                       | «Джонні Алукард»                              | «Johnny Alucard»                                     | —                                  | Titan                                                                 |                                            |
| 2014 | Роберт Джексон Беннет            | «Американець деінде»                          | «American Elsewhere»                                 | —                                  | Orbit                                                                 |                                            |
| 2014 | Ґрем Джойс                       | «Рік сонечка»                                 | «The Year of the Ladybird»                           | —                                  | Gollancz; Doubleday '14 as The Ghost in the Electric Blue Suit        |                                            |
| 2014 | Фіона Макінтош                   | «Казка писаря»                                | «The Scrivener's Tale»                               | —                                  | Harper Voyager Australia; Harper Voyager US                           |                                            |
| 2014 | Емма Ньюмен                      | «Між двома шипами»                            | «Between Two Thorns»                                 | —                                  | Angry Robot                                                           |                                            |
| 2014 | Брюс Мак-Аллістер                | «Село заспівало до моря: мемуари про магію»   | «The Village Sang to the Sea: A Memoir of Magic»     | —                                  | Aeon                                                                  |                                            |
| 2014 | Річард Кедрі                     | «Мертвий набір»                               | «Dead Set»                                           | —                                  | Harper Voyager                                                        |                                            |
| 2015 |                                  | Кетрін Еддісон                                | «Гоблінський імператор»                              | «The Goblin Emperor»               | —                                                                     | Tor                                        |
| 2015 | Роберт Джексон Беннет            | «Місто сходів»                                | «City of Stairs»                                     | —                                  | Broadway; Jo Fletcher                                                 |                                            |
| 2015 | Кемерон Гьорлі                   | «Дзеркальна імперія»                          | «The Mirror Empire»                                  | —                                  | Angry Robot                                                           |                                            |
| 2015 | Елізабет Бір                     | «Стели неба»                                  | «Steles of the Sky»                                  | —                                  | Tor                                                                   |                                            |
| 2015 | Лев Гроссман                     | «Земля чарівників»                            | «The Magician's Land»                                | —                                  | Viking; Arrow 2015                                                    |                                            |
| 2015 | Макс Ґледстоун                   | «Повні п'ять морських саженей»                | «Full Fathom Five»                                   | —                                  | Tor                                                                   |                                            |
| 2015 | Женев'єв Валентін                | «Дівчата у клубі зимородку»                   | «The Girls at the Kingfisher Club»                   | —                                  | Atria                                                                 |                                            |
| 2015 | Стівен Кінг                      | «Відродження»                                 | «Revival»                                            | —                                  | Scribner; Hodder & Stoughton                                          |                                            |
| 2015 | Луціус Шепард                    | «Прекрасна кров»                              | «Beautiful Blood»                                    | —                                  | Subterranean                                                          |                                            |
| 2015 | Грег ван Ікхаут                  | «Каліфорнійські кістки»                       | «California Bones»                                   | —                                  | Tor                                                                   |                                            |
| 2015 | Деніел Абрагам                   | «Будинок вдови»                               | «The Widow's House»                                  | —                                  | Orbit                                                                 |                                            |
| 2015 | Леві Тідгар                      | «Людина мріє лежачи»                          | «A Man Lies Dreaming»                                | —                                  | Hodder & Stoughton                                                    |                                            |
| 2015 | Стівен Браст                     | «Яструб»                                      | «Hawk»                                               | —                                  | Tor                                                                   |                                            |
| 2015 | Річард К. Морган                 | «Темрява приходить»                           | «The Dark Defiles»                                   | —                                  | Del Rey; Gollancz                                                     |                                            |
| 2015 | Джонатан Керрол                  | «Купаючи лева»                                | «Bathing the Lion»                                   | —                                  | St. Martin's                                                          |                                            |
| 2015 | Лалін Пол                        | «Бджоли»                                      | «The Bees»                                           | —                                  | Ecco                                                                  |                                            |
| 2015 | Тім Претт                        | «Спадкоємці грації»                           | «Heirs of Grace»                                     | —                                  | 47North                                                               |                                            |
| 2015 | Саллі Вінер Гротта               | «Зимовий хлопчик»                             | «The Winter Boy»                                     | —                                  | Pixel Hall                                                            |                                            |
| 2015 | Кіт Доног'ю                      | «Хлопчик, який малював чудовиськ»             | «The Boy Who Drew Monsters»                          | —                                  | Picador                                                               |                                            |
| 2015 | Роз Кавені                       | «Воскресіння»                                 | «Resurrections»                                      | —                                  | Plus One                                                              |                                            |
| 2015 | Брендон Сендерсон                | «Слова сяйва»                                 | «Words of Radiance»                                  | —                                  | Tor                                                                   |                                            |
| 2016 |                                  | Наомі Новик                                   | «Ті, що не мають коріння»                            | «Uprooted»                         | «Ті, що не мають коріння»                                             | Del Rey; КСД                               |
| 2016 | Н. К. Джемісін                   | «П'ята пора»                                  | «The Fifth Season»                                   | «П'ята пора»                       | Orbit; Навчальна книга - Богдан                                       |                                            |
| 2016 | Елізабет Бір                     | «Пам'ять Керен»                               | «Karen Memory»                                       | —                                  | Tor                                                                   |                                            |
| 2016 | Алієтт де Бодар                  | «Будинок зруйнованих крил»                    | «The House of Shattered Wings»                       | —                                  | Roc; Gollancz                                                         |                                            |
| 2016 | Елізабет Генд                    | «Вілдінг Холл»                                | «Wylding Hall»                                       | —                                  | PS Publishing; Open Road                                              |                                            |
| 2016 | Кадзуо Ісіґуро                   | «Похований велетень»                          | «The Buried Giant»                                   | «Похований велетень»               | Alfred A. Knopf; Видавництво Старого Лева                             |                                            |
| 2016 | Джо Волтон                       | «Королі-філософи»                             | «The Philosopher Kings»                              | —                                  | Tor                                                                   |                                            |
| 2016 | Чарльз Штросс                    | «Рахунок знищення»                            | «The Annihilation Score»                             | —                                  | Ace Books                                                             |                                            |
| 2016 | Ларрі Корея                      | «Син чорного меча»                            | «Son of the Black Sword»                             | —                                  | Baen Books                                                            |                                            |
| 2016 | Джим Бучер                       | «Брашпиль аеронавта»                          | «The Aeronaut's Windlass»                            | —                                  |                                                                       |                                            |
| 2016 | Бен Аарановіч                    | «Наперсникове літо»                           | «Foxglove Summer»                                    | —                                  |                                                                       |                                            |
| 2016 | Девід Мітчелл                    | «Будинок у долині»                            | «Slade House»                                        | —                                  |                                                                       |                                            |
| 2016 | Стівен Кінг                      | «Що впало, те пропало»                        | «Finders Keepers»                                    | «Що впало, те пропало»             | Scribner; КСД                                                         |                                            |
| 2016 | Кемерон Гьорлі                   | «Піднесена імперія»                           | «Empire Ascendant»                                   | —                                  |                                                                       |                                            |
| 2016 | Ніколь Корнгер-Стейс             | «Оса архівіста»                               | «Archivist Wasp»                                     | —                                  |                                                                       |                                            |
| 2016 | Джеймс Блейлок                   | «Під Лондоном»                                | «Beneath London»                                     | —                                  |                                                                       |                                            |
| 2016 | Кейт Аткінсон                    | «Бог у руїнах»                                | «A God in Ruins»                                     | «Руїни бога»                       | Little, Brown; Наш Формат                                             |                                            |
| 2016 | Том Голт                         | «Дикуни»                                      | «Savages»                                            | —                                  |                                                                       |                                            |
| 2016 | Річард Кедрі                     | «Вбити гарно»                                 | «Killing Pretty»                                     | —                                  |                                                                       |                                            |
| 2016 | Грег ван Ікхаут                  | «Тихий вогонь»                                | «Pacific Fire»                                       | —                                  |                                                                       |                                            |
| 2016 | Аїзе Джама-Еверетт               | «Прикордонна війна»                           | «The Liminal War»                                    | —                                  |                                                                       |                                            |
| 2016 | К. Ченсі                         | «Мережа світанку та кісток»                   | «A Net of Dawn and Bones»                            | —                                  |                                                                       |                                            |
| 2016 | Р. С. Белчер                     | «У нічний час»                                | «Nightwise»                                          | —                                  |                                                                       |                                            |
| 2017 |                                  | Чарлі Джейн Андерс                            | «Усі птахи в небі»                                   | «All the Birds in the Sky»         | «Усі птахи в небі» (в електронному вигляді)                           | Tor; Titan                                 |
| 2017 | Н. К. Джемісін                   | «Брама обелісків»                             | «The Obelisk Gate»                                   | «Брама обелісків»                  | Orbit; Навчальна книга — Богдан                                       |                                            |
| 2017 | Кен Лю                           | «Стіна штормів»                               | «The Wall of Storms»                                 | —                                  | Saga; Head of Zeus                                                    |                                            |
| 2017 | Чарльз Штросс                    | «Купи кошмарів»                               | «The Nightmare Stacks»                               | —                                  | Ace; Orbit                                                            |                                            |
| 2017 | Гай Геврієл Кей                  | «Діти землі та неба»                          | «Children of Earth and Sky»                          | —                                  | NAL; Viking Canada; Hodder & Stoughton                                |                                            |
| 2017 | Роберт Джексон Беннет            | «Місто лез»                                   | «City of Blades»                                     | —                                  | Broadway                                                              |                                            |
| 2017 | Софія Саматар                    | «Крилаті історії»                             | «The Winged Histories»                               | —                                  | Small Beer                                                            |                                            |
| 2017 | Чайна М'євіль                    | «Останні дні нового Парижу»                   | «The Last Days of New Paris»                         | —                                  | Del Rey; Picador                                                      |                                            |
| 2017 | Джо Волтон                       | «Необхідність»                                | «Necessity»                                          | —                                  | Tor                                                                   |                                            |
| 2017 | Пітер Бігл                       | «Усе літо»                                    | «Summerlong»                                         | —                                  | Tachyon                                                               |                                            |
| 2017 | Френ Вайлд                       | «Межі хмар»                                   | «Cloudbound»                                         | —                                  |                                                                       |                                            |
| 2017 | Патриція Маккілліп               | «Зимородок»                                   | «Kingfisher»                                         | —                                  |                                                                       |                                            |
| 2017 | Макс Ґледстоун                   | «Перетин чотирьох доріг»                      | «Four Roads Cross»                                   | —                                  |                                                                       |                                            |
| 2017 | Кемерон Хьорлі                   | «Павутиння Медузи»                            | «Medusa's Web»                                       | —                                  |                                                                       |                                            |
| 2017 | Пол Корнелл                      | «Хто вбив Шерлока Холмса?»                    | «Who Killed Sherlock Holmes?»                        | —                                  |                                                                       |                                            |
| 2017 | Деніель Абрахам                  | «Війна павука»                                | «The Spider's War»                                   | —                                  |                                                                       |                                            |
| 2017 | Крістофер Пріст                  | «Поступовий»                                  | «The Gradual»                                        | —                                  |                                                                       |                                            |
| 2017 | Фоз Мідоуз                       | «Аварія зірок»                                | «An Accident of Stars»                               | —                                  |                                                                       |                                            |
| 2017 | Бет Като                         | «Подих Землі»                                 | «Breath of Earth»                                    | —                                  |                                                                       |                                            |
| 2017 | Річард Кедрі                     | «Рахунок загибелі»                            | «The Perdition Score»                                | —                                  |                                                                       |                                            |
| 2017 | Андреа Хеарстон                  | «Чаклуватиму для невеликих змін»              | «Will Do Magic for Small Change»                     | —                                  |                                                                       |                                            |
| 2017 | Стефані Бюргіз                   | «Маски та тіні»                               | «Masks and Shadows»                                  | —                                  |                                                                       |                                            |
| 2017 | Меттью Россі                     | «Безіменний»                                  | «Nameless»                                           | —                                  |                                                                       |                                            |
| 2017 | Брайан Ставелі                   | «Останній смертельний зв'язок»                | «The Last Mortal Bond»                               | —                                  |                                                                       |                                            |
| 2017 | Мануель Гонзалес                 | «Регіональне бюро атаковане!»                 | «The Regional Office Is Under Attack!»               | —                                  |                                                                       |                                            |
| 2017 | Єн Трегілліс                     | «Визволення»                                  | «The Liberation»                                     | —                                  |                                                                       |                                            |
| 2017 | Фред Чаппелл                     | «Тінь зі світла»                              | «A Shadow All of Light»                              | —                                  |                                                                       |                                            |
| 2017 | Меттью Россі                     | «Безсердечний»                                | «Heartless»                                          | —                                  |                                                                       |                                            |
| 2018 |                                  | Нора К. Джемісін                              | «Кам'яне небо»                                       | «The Stone Sky»                    | «Кам’яні небеса»                                                      | Orbit US; Orbit UK; Навчальна книга Богдан |
| 2018 | Елізабет Бір                     | «Камінь у черепі»                             | «The Stone in the Skull»                             | —                                  | Tor                                                                   |                                            |
| 2018 | Деріл Ґрегорі                    | «Ті, що згинають ложки»                       | «Spoonbenders»                                       | —                                  | Knopf; Riverrun                                                       |                                            |
| 2018 | Алієтт де Бодар                  | «Будинок зв'язуючих шипів»                    | «The House of Binding Thorns»                        | —                                  | Ace; Gollancz                                                         |                                            |
| 2018 | Чарльз Штросс                    | «Підсумок маячні»                             | «The Delirium Brief»                                 | —                                  | Tor.com; Orbit UK                                                     |                                            |
| 2018 | Фонда Лі                         | «Нефритове місто»                             | «Jade City»                                          | «Нефритове місто»                  | Orbit US; Orbit UK; Жорж                                              |                                            |
| 2018 | Джон Краулі                      | «Ка: Дар Оклі у руїнах Імру»                  | «Ka: Dar Oakley in the Ruin of Ymr»                  | —                                  | Saga                                                                  |                                            |
| 2018 | Макс Ґладстоун                   | «Крах янголів»                                | «The Ruin of Angels»                                 | —                                  | Tor.com                                                               |                                            |
| 2018 | Роберт Джексон Беннетт           | «Місто чудес»                                 | «City of Miracles»                                   | —                                  | Broadway; Jo Fletcher                                                 |                                            |
| 2018 | Френ Вайлд                       | «Горизонт»                                    | «Horizon»                                            | —                                  | Tor                                                                   |                                            |
| 2018 | Кет Говард                       | «Недоброзичливість чарівників»                | «An Unkindness of Magicians»                         | —                                  | Saga Press                                                            |                                            |
| 2018 | Кідж Джонсон                     | «Берег річки»                                 | «The River Bank»                                     | —                                  | Small Beer Press                                                      |                                            |
| 2018 | Тед Вільямс                      | «Серце втраченого»                            | «The Heart of What Was Lost»                         | —                                  | DAW Books                                                             |                                            |
| 2018 | Моллі Танзер                     | «Створіння волі та характеру»                 | «Creatures of Will and Temper»                       | —                                  | John Joseph Adams Books / Houghton Mifflin Harcourt                   |                                            |
| 2018 | Волтер Джон Вільямс              | «Квілліфер»                                   | «Quillifer»                                          | —                                  | Saga Press                                                            |                                            |
| 2018 | Сільвія Морено-Ґарсія            | «Красиві»                                     | «The Beautiful Ones»                                 | —                                  | Thomas Dunne Books / St. Martin's Press                               |                                            |
| 2018 | Фоз Медоуз                       | «Тиранія королев»                             | «A Tyranny of Queens»                                | —                                  | Angry Robot                                                           |                                            |
| 2018 | Мосін Хамід                      | «Вихід на захід»                              | «Exit West»                                          | —                                  | Hamish Hamilton                                                       |                                            |
| 2018 | Анджела Слаттер                  | «Світло мерців»                               | «Corpselight»                                        | —                                  | Jo Fletcher Books                                                     |                                            |
| 2018 | Стіна Ліхт                       | «Чорний шип»                                  | «Blackthorne»                                        | —                                  | Saga Press                                                            |                                            |
| 2019 |                                  | Наомі Новик                                   | «Обернення срібла»                                   | «Spinning Silver»                  | —                                                                     | Del Rey; Macmillan                         |
| 2019 | Марія Дахвана Хедлі              | «Проста дружина»                              | «The Mere Wife»                                      | —                                  | MCD                                                                   |                                            |
| 2019 | Теодора Госс                     | «Подорож Європою для жахливої джентльвумен»   | «European Travel for the Monstrous Gentlewoman»      | —                                  | Saga                                                                  |                                            |
| 2019 | Роберт Джексон Беннетт           | «Ливарний цех»                                | «Foundryside»                                        | —                                  | Crown; Jo Fletcher                                                    |                                            |
| 2019 | Бен Ааронович                    | «Брехня спить»                                | «Lies Sleeping»                                      | —                                  | DAW; Gollancz                                                         |                                            |
| 2019 | Сет Дікінсон                     |                                               | «The Monster Baru Cormorant»                         | —                                  | Tor                                                                   |                                            |
| 2019 | Урсула Вернон                    | «Диводвигун»                                  | «The Wonder Engine»                                  | —                                  | Argyll Productions                                                    |                                            |
| 2019 | Рутанна Емріс                    | «Глибоке коріння»                             | «Deep Roots»                                         | —                                  | Tor.com                                                               |                                            |
| 2019 | Джефрі Форд                      | «Повернення Ахава: або Остання подорож»       | «Ahab's Return: or, The Last Voyage»                 | —                                  | Morrow                                                                |                                            |
| 2019 | Моллі Танзер                     | «Створіння жадання та руйнування»             | «Creatures of Want and Ruin»                         | —                                  | John Joseph Adams                                                     |                                            |
| 2019 | Ханну Раджаніємі                 | «Літній край»                                 | «Summerland»                                         | —                                  | Tor                                                                   |                                            |
| 2019 | Ахмед Саадаві                    | «Франкенштейн у Багдаді»                      | «Frankenstein in Baghdad» [فرانكشتاين في بغداد]      | —                                  | Penguin Books (US)                                                    |                                            |
| 2019 | Лаура Енн Гілман                 | «Піднесення Червоних вод»                     | «Red Waters Rising»                                  | —                                  | Saga Press                                                            |                                            |
| 2019 | К. Арсено Рівера                 | «Імператриця Фенікс»                          | «The Phoenix Empress»                                | —                                  | Tor                                                                   |                                            |
| 2019 | Нікі Дрейден                     | «Вдача»                                       | «Temper»                                             | —                                  | HarperVoyager                                                         |                                            |
| 2019 | Ілана К. Маєр                    | «Танець вогню»                                | «Fire Dance»                                         | —                                  | Tor                                                                   |                                            |
| 2019 | Ніколь Корнер-Стейс              | «Засувка»                                     | «Latchkey»                                           | —                                  | Mythic Delirium Books                                                 |                                            |
| 2019 | Вівіан Шоу                       | «Жахлива компанія»                            | «Dreadful Company»                                   | —                                  | Orbit                                                                 |                                            |
| 2019 | Сара Перрі                       | «Мельмот»                                     | «Melmoth»                                            | —                                  | Serpent's Tail                                                        |                                            |
| 2019 | Джастіна Робсон                  | «Вогонь спасіння»                             | «Salvation's Fire»                                   | —                                  | Solaris                                                               |                                            |

### 2020-ті
| Рік  | Фотографія лауреата        | Лауреати та номінанти                             | Назва роману                                                                                | Назва роману мовою оригіналу                                                                    | Переклад українською                       | Видавництво                                |
| ---- | -------------------------- | ------------------------------------------------- | ------------------------------------------------------------------------------------------- | ----------------------------------------------------------------------------------------------- | ------------------------------------------ | ------------------------------------------ |
| 2020 |                            | Шонан Макґвайр                                    | «Мітельшпіль»                                                                               | «Middlegame»                                                                                    | —                                          | Tor.com                                    |
| 2020 | Енн Лекі                   | «Вежа крука»                                      | «The Raven Tower»                                                                           | —                                                                                               | Orbit                                      |                                            |
| 2020 | Сільвія Морено-Ґарсіа      | «Боги нефриту і тіні»                             | «Gods of Jade and Shadow»                                                                   | —                                                                                               | Del Rey; Jo Fletcher                       |                                            |
| 2020 | Ребекка Роангорс           | «Буря сарани»                                     | «Storm of Locusts»                                                                          | —                                                                                               | Saga                                       |                                            |
| 2020 | Фонда Лі                   | «Нефритова війна»                                 | «Jade War»                                                                                  | —                                                                                               | Orbit                                      |                                            |
| 2020 | Майкл Свонвік              | «Мати Залізного дракона»                          | «The Iron Dragon's Mother»                                                                  | —                                                                                               | Tor                                        |                                            |
| 2020 | Лі Бардуґо                 | «Дев'ятий дім»                                    | «Ninth House»                                                                               | «Дев'ятий дім»                                                                                  | Flatiron; Gollancz; Vivat                  |                                            |
| 2020 | Джефф Вандермеєр           | «Мертві астронавти»                               | «Dead Astronauts»                                                                           | —                                                                                               | MCD; Fourth Estate                         |                                            |
| 2020 | Гай Гавріел Кей            | «Давня яскравість»                                | «A Brightness Long Ago»                                                                     | —                                                                                               | Berkley; Viking Canada; Hodder & Stoughton |                                            |
| 2020 | Ерін Моргенштерн           | «Беззоряне море»                                  | «The Starless Sea»                                                                          | «Беззоряне море»                                                                                | Doubleday; Harvill Secker; Vivat           |                                            |
| 2020 | Алієт де Бодар             | «Дім, де вирує полум'я»                           | «The House of Sundering Flames»                                                             | —                                                                                               |                                            |                                            |
| 2020 | Джо Аберкромбі             | «Трохи ненависті»                                 | «A Little Hatred»                                                                           | ?                                                                                               | Gollancz                                   |                                            |
| 2020 | Г. Віллоу Вілсон           | «Пташиний король»                                 | «The Bird King»                                                                             | —                                                                                               |                                            |                                            |
| 2020 | Дзен Чо                    | «Справжня королева»                               | «The True Queen»                                                                            | —                                                                                               |                                            |                                            |
| 2020 | Джо Волтон                 | «Великий піст»                                    | «Lent»                                                                                      | —                                                                                               |                                            |                                            |
| 2020 | Елізабет Бір               | «Червоні крила»                                   | «The Red-Stained Wings»                                                                     | —                                                                                               |                                            |                                            |
| 2020 | Теодора Ґосс               | «Зловісна таємниця чарівної дівчини»              | «The Sinister Mystery of the Mesmerizing Girl»                                              | —                                                                                               |                                            |                                            |
| 2020 | К. Дж. Паркер              | «Шістнадцять способів захистити огороджене місто» | «Sixteen Ways to Defend a Walled City»                                                      | —                                                                                               |                                            |                                            |
| 2020 | Лайза Голдштайн            | «Яблука кольору слонової кістки»                  | «Ivory Apples»                                                                              | —                                                                                               |                                            |                                            |
| 2020 | Ніна Аллан                 | «Лялькар»                                         | «The Dollmaker»                                                                             | —                                                                                               |                                            |                                            |
| 2020 | Гелен Оєємі                | «Пряник»                                          | «Gingerbread»                                                                               | —                                                                                               |                                            |                                            |
| 2020 | Лорі Дж. Маркс             | «Повітряна логіка»                                | «Air Logic»                                                                                 | —                                                                                               |                                            |                                            |
| 2020 | Карен Лорд                 | «Розгадка»                                        | «Unraveling»                                                                                | —                                                                                               |                                            |                                            |
| 2021 |                            | Нора К. Джемісін                                  | «Місто, яким ми стали»                                                                      | «The City We Became»                                                                            | «Місто, яким ми стали»                     | Orbit; Навчальна книга - Богдан            |
| 2021 | Сюзанна Кларк              | «Піранезі»                                        | «Piranesi»                                                                                  | «Піранезі»                                                                                      | Bloomsbury; Видавництво «РМ»               |                                            |
| 2021 | Темсін Муїр                | «Гарроу Дев'ятий»                                 | «Harrow the Ninth»                                                                          | —                                                                                               | Tordotcom                                  |                                            |
| 2021 | Ребекка Роунгорс           | «Чорне сонце»                                     | «Black Sun»                                                                                 | ?                                                                                               | Saga; Solaris                              |                                            |
| 2021 | Алікс Е. Гарроу            | «Відьми минулого і майбутнього»                   | «The Once and Future Witches»                                                               | —                                                                                               | Redhook; Orbit                             |                                            |
| 2021 | Вікторія Елізабет Шваб     | «Незриме життя Адді Лярю»                         | «The Invisible Life of Addie LaRue»                                                         | «Незриме життя Адді Лярю»                                                                       | Tor; Titan UK; #книголав                   |                                            |
| 2021 | Ґарт Нікс                  | «Лондонські ліворукі книготорговці»               | «The Left-Handed Booksellers of London»                                                     | —                                                                                               | Tegen Books; Allen & Unwin; Gollancz       |                                            |
| 2021 | Джо Аберкромбі             | «Проблема з миром»                                | «The Trouble with Peace»                                                                    | ?                                                                                               | Orbit; Gollancz                            |                                            |
| 2021 | К. Л. Полк                 | «Опівнічна угода»                                 | «The Midnight Bargain»                                                                      | —                                                                                               | Erewhom                                    |                                            |
| 2021 | Кетрін Аддісон             | «Ангел ворон»                                     | «The Angel of the Crows»                                                                    | —                                                                                               | Tor; Solaris                               |                                            |
| 2021 | Дж. Л. Полк                | «Штормова пісня»                                  | «Stormsong»                                                                                 | —                                                                                               |                                            |                                            |
| 2021 | Юн Ха Лі                   | «Екстравагантний Фенікс»                          | «Phoenix Extravagant»                                                                       | —                                                                                               |                                            |                                            |
| 2021 | Джо Волтон                 | «Або що завгодно»                                 | «Or What You Will»                                                                          | —                                                                                               |                                            |                                            |
| 2021 | Сем Дж. Міллер             | «Лезо між»                                        | «The Blade Between»                                                                         | —                                                                                               |                                            |                                            |
| 2021 | Леві Тідгар                | «Тільки силою»                                    | «By Force Alone»                                                                            | —                                                                                               |                                            |                                            |
| 2021 | Чарльз Ю                   | «Інтер’єр Чайнатауну»                             | «Interior Chinatown»                                                                        | —                                                                                               |                                            |                                            |
| 2021 | М. Джон Гаррісон           | «Затонула Земля знову починає підніматися»        | «The Sunken Land Begins to Rise Again»                                                      | —                                                                                               |                                            |                                            |
| 2021 | Ліз Вільямс                | Кометна погода                                    | «Comet Weather»                                                                             | —                                                                                               |                                            |                                            |
| 2021 | Елізабет Генд              | «Книга ламп і прапорів»                           | «The Book of Lamps and Banners»                                                             | —                                                                                               |                                            |                                            |
| 2021 | Моллі Танзер               | «Творіння чарівності та голоду»                   | «Creatures of Charm and Hunger»                                                             | —                                                                                               |                                            |                                            |
| 2021 | К. Дж. Паркер              | «Як правити імперією і залишитися безкарним»      | «How to Rule an Empire and Get Away with It»                                                | —                                                                                               |                                            |                                            |
| 2021 | Алая Дон Джонсон           | «Неприємності святих»                             | «Trouble the Saints»                                                                        | —                                                                                               |                                            |                                            |
| 2021 | Дейвід Мітчелл             | Утопія авеню                                      | «Utopia Avenue»                                                                             | —                                                                                               |                                            |                                            |
| 2021 | Алекс Фебі                 | «Мордью»                                          | «Mordew»                                                                                    | —                                                                                               |                                            |                                            |
| 2021 | Наомі Новик                | «Смертельна освіта»                               | «A Deadly Education»                                                                        | —                                                                                               |                                            |                                            |
| 2021 | Тревіс Джон Клюн           | «Будинок у Серулеанському морі»                   | «The House in the Cerulean Sea»                                                             | —                                                                                               |                                            |                                            |
| 2022 |                            | Фонда Лі                                          | «Нефритова спадщина»                                                                        | «Jade Legacy»                                                                                   | —                                          | Orbit US; Orbit UK                         |
| 2022 | Дзен Чо                    | «Сестра чорної води»                              | «Black Water Sister»                                                                        | —                                                                                               | Ace; Macmillan                             |                                            |
| 2022 | Наомі Новик                | «Останній випускник»                              | «The Last Graduate»                                                                         | —                                                                                               | Del Rey; Del Rey UK                        |                                            |
| 2022 | Кетрін Еддісон             | «Свідок мертвих»                                  | «The Witness for the Dead»                                                                  | —                                                                                               | Tor; Solaris                               |                                            |
| 2022 | Урсула Вернон              | «Сила Паладина»                                   | «Paladin's Strength»                                                                        | —                                                                                               | Argyll                                     |                                            |
| 2022 | Ріка Аокі                  | «Світло з незвичних зірок»                        | «Light from Uncommon Stars»                                                                 | —                                                                                               | Tor                                        |                                            |
| 2022 | Таша Сурі                  | «Жасминовий трон»                                 | «The Jasmine Throne»                                                                        | —                                                                                               | Orbit US; Orbit UK                         |                                            |
| 2022 | Дж. Л. Полк                | «Соулстар»                                        | «Soulstar»                                                                                  | —                                                                                               | Tordotcom                                  |                                            |
| 2022 | Кедвел Тернбулл            | «Ні богів, ні монстрів»                           | «No Gods, No Monsters»                                                                      | —                                                                                               | Blackstone                                 |                                            |
| 2022 | Тревіс Джон Клюн           | «Під дверима, що шепочуть»                        | «Under the Whispering Door»                                                                 | —                                                                                               | Tor; Tor UK                                |                                            |
| 2022 | Джо Аберкромбі             | «Мудрість натовпу»                                | «The Wisdom of Crowds»                                                                      | —                                                                                               |                                            |                                            |
| 2022 | Крістофер Бюльман          | «Чорноязикий злодій»                              | «The Blacktongue Thief»                                                                     | —                                                                                               |                                            |                                            |
| 2022 | Сюї Дейвіс Окунгбова       | «Син бурі»                                        | «Son of the Storm»                                                                          | —                                                                                               |                                            |                                            |
| 2022 | Карін Тідбек               | «Театр пам'яті»                                   | «The Memory Theater»                                                                        | —                                                                                               |                                            |                                            |
| 2022 | Зораїда Кордова            | «Спадок Оркідеї Дивної»                           | «The Inheritance of Orquídea Divina»                                                        | —                                                                                               |                                            |                                            |
| 2022 | Леві Тідгар                | «Втеча»                                           | «The Escapement»                                                                            | —                                                                                               |                                            |                                            |
| 2022 | Марі Бреннан та Алік Хелмс | «Маска дзеркал»                                   | «The Mask of Mirrors»                                                                       | —                                                                                               |                                            |                                            |
| 2022 | Шері Пріс                  | «Бронювання могил»                                | «Grave Reservations»                                                                        | —                                                                                               |                                            |                                            |
| 2022 | Ліз Вільямс                | «Зимовий терен»                                   | «Blackthorn Winter»                                                                         | —                                                                                               |                                            |                                            |
| 2022 | Мері Ріккерт               | «Суднобудівник Беллфері»                          | «The Shipbuilder of Bellfairie»                                                             | —                                                                                               |                                            |                                            |
| 2022 | Гелен Веккер               | «Мири»                                            | «Peaces»                                                                                    | —                                                                                               |                                            |                                            |
| 2022 | Анджела Слеттер            | «Всі бурмотливі кістки»                           | «All the Murmuring Bones»                                                                   | —                                                                                               |                                            |                                            |
| 2022 | Гелен Векер                | «Прихований палац»                                | «The Hidden Palace»                                                                         | —                                                                                               |                                            |                                            |
| 2022 | Леві Тідгар                | «Каптур»                                          | «The Hood»                                                                                  | —                                                                                               |                                            |                                            |
| 2022 | Люсі Голланд               | «Сестринський спів»                               | «Sistersong»                                                                                | —                                                                                               |                                            |                                            |
| 2022 | Саад Хусейн                | «Кібермаг»                                        | «Cyber Mage»                                                                                | —                                                                                               |                                            |                                            |
| 2022 | Джоан Гарріс               | «Стільниковий»                                    | «Honeycomb»                                                                                 | —                                                                                               |                                            |                                            |
| 2022 | П. Джелі Кларк             | «Володар Джина»                                   | «A Master of Djinn»                                                                         | —                                                                                               |                                            |                                            |
| 2022 | Рут Озекі                  | «Книга форми і порожнечі»                         | «The Book of Form and Emptiness»                                                            | —                                                                                               |                                            |                                            |
| 2022 | Шеллі Паркер-Чан           | «Та, що стала сонцем»                             | «She Who Became the Sun»                                                                    | —                                                                                               |                                            |                                            |
| 2023 |                            | Ребекка Кван                                      | «Вавилон, або необхідність насильства: прихована історія революції перекладачів в Оксфорді» | «Babel, or, The Necessity of Violence: An Arcane History of the Oxford Translators' Revolution» | Вавилон. Прихована історія                 | Harper Voyager US; Harper Voyager UK; Жорж |
| 2023 | Ребекка Роангорс           | «Лихоманкова зірка»                               | «Fevered Star»                                                                              | —                                                                                               | Tor; Titan UK                              |                                            |
| 2023 | Урсула Вернон              | «Кропива і кістка»                                | «Nettle & Bone»                                                                             | —                                                                                               | Tordotcom                                  |                                            |
| 2023 | Темсін Муїр                | «Нона дев'ята»                                    | «Nona the Ninth»                                                                            | —                                                                                               | Orbit US; Orbit UK                         |                                            |
| 2023 | Нгі Во                     | «Королева сирен»                                  | «Siren Queen»                                                                               | —                                                                                               | Tordotcom                                  |                                            |
| 2023 | Нікола Ґріффіс             | «Спис»                                            | «Spear»                                                                                     | —                                                                                               | Tordotcom                                  |                                            |
| 2023 | Наомі Новик                | «Золоті анклави»                                  | «The Golden Enclaves»                                                                       | —                                                                                               | Del Rey US; Del Rey UK                     |                                            |
| 2023 | Кетрін Аддісон             | «Печаль каменів»                                  | «The Grief of Stones»                                                                       | —                                                                                               | Doubleday; Hot Key                         |                                            |
| 2023 | Нора К. Джемісін           | «Світ, який ми створюємо»                         | «The World We Make»                                                                         | —                                                                                               | Saga; Solaris UK                           |                                            |
| 2023 | Келлі Барнгілл             | «Коли жінки були драконами»                       | «When Women Were Dragons»                                                                   | —                                                                                               | Tor; Solaris UK                            |                                            |
| 2024 |                            | Марта Веллс                                       | «Король відьом»                                                                             | «Witch King»                                                                                    | Король відьом                              | Tordotcom; Жорж                            |
| 2024 | Урсула Вернон              | «Віра паладина»                                   | «Paladin's Faith»                                                                           | —                                                                                               | Argyll                                     |                                            |
| 2024 | С. Л. Хуан                 | «Водні розбійники»                                | «The Water Outlaws»                                                                         | —                                                                                               | Tordotcom; Solaris UK                      |                                            |
| 2024 | Шеллі Паркер-Чан           | «Той, Хто втопив світ»                            | «He Who Drowned the World»                                                                  | —                                                                                               | Tor; Mantle                                |                                            |
| 2024 | Монікіл Блекгус            | «Сформувати дихання дракона»                      | «To Shape a Dragon's Breath»                                                                | —                                                                                               | Del Rey                                    |                                            |
| 2024 | Гізер Фосетт               | «Енциклопедія фей Емілі Уайлд»                    | «Emily Wilde's Encyclopaedia of Faeries»                                                    | —                                                                                               | Del Rey; Orbit UK                          |                                            |
| 2024 | Адріан Чайковський         | «Місто останніх шансів»                           | «City of Last Chances»                                                                      | —                                                                                               | Ad Astra                                   |                                            |
| 2024 | Тім Пауерс                 | «Хранитель мого брата»                            | «My Brother's Keeper»                                                                       | —                                                                                               | Baen; Ad Astra                             |                                            |
| 2024 | Кейт Елліотт               | «Шістка Хранителя»                                | «The Keeper's Six»                                                                          | —                                                                                               | Tordotcom                                  |                                            |
| 2024 | Макс Ґледстоун             | «Мертва країна»                                   | «Dead Country»                                                                              | —                                                                                               | Tordotcom                                  |                                            |
| 2024 | Адріан Чайковський         | «Будинок відкритих ран»                           | «House of Open Wounds»                                                                      | —                                                                                               |                                            |                                            |
| 2024 | Лора Лам                   | «Падіння дракона»                                 | «Dragonfall»                                                                                | —                                                                                               |                                            |                                            |
| 2024 | Кедвел Тернбулл            | «Ми – це криза»                                   | «We Are the Crisis»                                                                         | —                                                                                               |                                            |                                            |
| 2024 | Джонатан Керрол            | «Містер Сніданок»                                 | «Mr. Breakfast»                                                                             | —                                                                                               |                                            |                                            |
| 2024 | Деніел Абрагам             | «Лезо мрії»                                       | «Blade of Dream»                                                                            | —                                                                                               |                                            |                                            |
| 2024 | Ліз Вільямс                | «Сіль на опівнічний вогонь»                       | «Сіль на нічному вогні»                                                                     | —                                                                                               |                                            |                                            |
| 2024 | Веслі Чу                   | «Мистецтво долі»                                  | «The Art of Destiny»                                                                        | —                                                                                               |                                            |                                            |
| 2024 | Аріель Каплан              | «Гранатові ворота»                                | «The Pomegranate Gate»                                                                      | —                                                                                               |                                            |                                            |
| 2024 | Ташан Мехта                | «Божевільні сестри Ес»                            | «Mad Sisters of Es»                                                                         | —                                                                                               |                                            |                                            |
| 2024 | Деніел М. Форд             | «Наглядач»                                        | «The Warden»                                                                                | —                                                                                               |                                            |                                            |
| 2024 | Лоррі Мур                  | «Я бездомний, якщо це не мій дім»                 | «I Am Homeless If This Is Not My Home»                                                      | —                                                                                               |                                            |                                            |
| 2024 | Шеннон А. Чакраборті       | «Пригоди Аміни ас-Сірафі»                         | «The Adventures of Amina al-Sirafi»                                                         | —                                                                                               |                                            |                                            |
| 2024 | Ваджра Чандрасекера        | «Святий Світлих Дверей»                           | «The Saint of Bright Doors»                                                                 | —                                                                                               |                                            |                                            |
| 2024 | Келл Вудс                  | «Після лісу»                                      | «After the Forest»                                                                          | —                                                                                               |                                            |                                            |